# David Madden (Politiker)
David John Madden (* 1880 im County Limerick; † 31. Juli 1955) war ein irischer Politiker der Fine Gael. Er war von 1938 bis 1948 Mitglied des Seanad Éireann, des irischen Oberhauses, und von 1948 bis 1961 Teachta Dála (Abgeordneter) im Dáil Éireann, dem irischen Unterhaus.

## Biografie
Madden war Landwirt und Auktionator. Er versuchte erstmals, bei den Wahlen 1932 im Wahlkreis Limerick in den Dáil einzuziehen, was jedoch misslang. Im April 1938 wurde er über die Industrie- und Gewerbeliste in den Seanad Éireann gewählt und konnte auch die Senatswahlen im Juli 1938, 1943 und 1944 für sich entscheiden. Bei den Wahlen 1944 zum Dáil Éireann war er noch gescheitert. Allerdings konnte er dann bei den Wahlen 1948 im Wahlkreis Limerick West den begehrten Sitz im Dáil erringen. Diesen Sitz konnte er bei den Wahlen 1951 und 1954 verteidigen. Er verstarb dann jedoch während seiner Amtszeit im Juli 1955.